# Brachystomella banksi
Brachystomella banksi är en urinsektsart som först beskrevs av David J. Maynard 1951.  Brachystomella banksi ingår i släktet Brachystomella och familjen Brachystomellidae. Inga underarter finns listade.